# تمرد ديميرارا لعام 1823

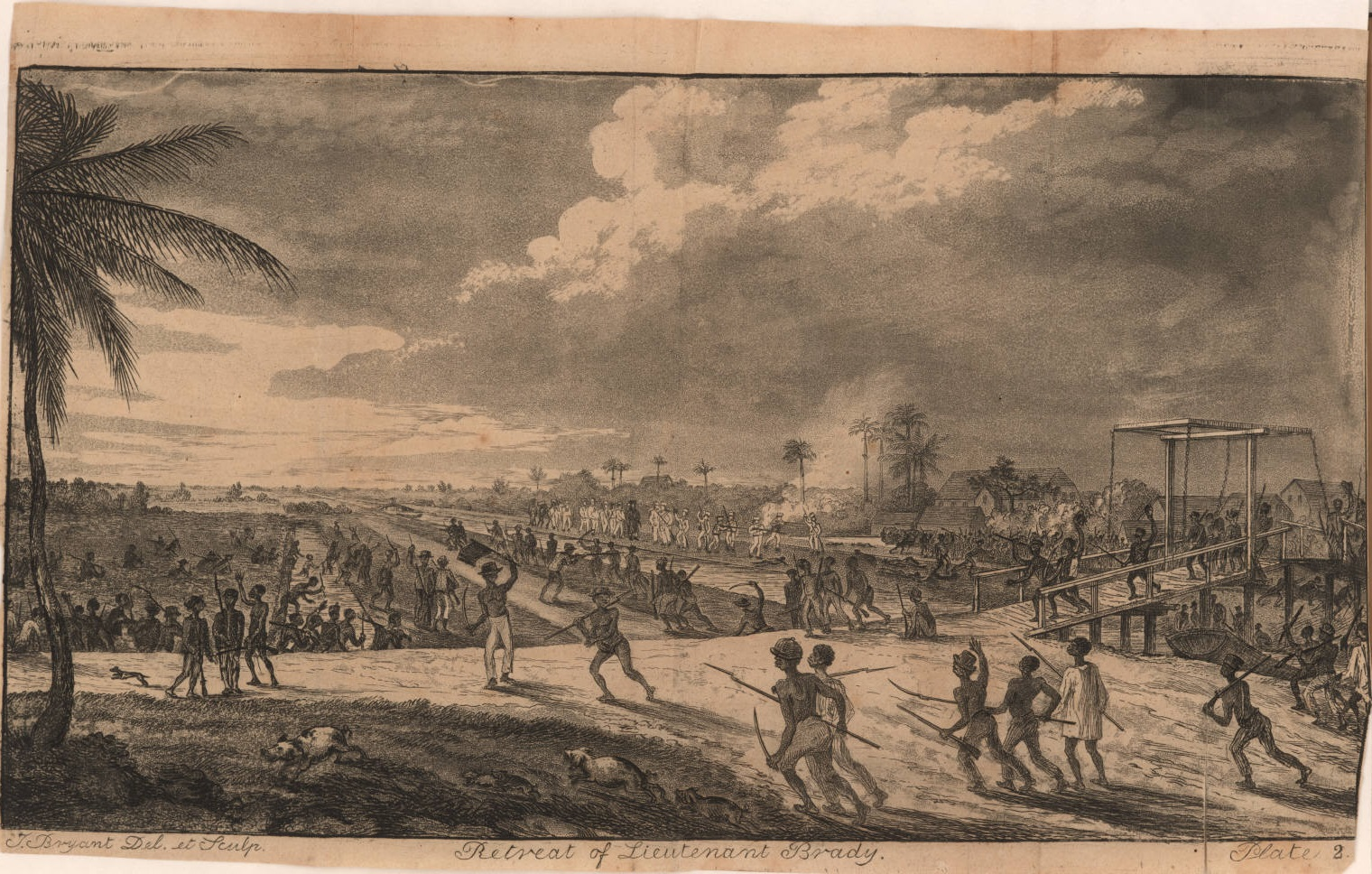
مجموعة كبيرة من العبيد تجبر الجنود الأوروبيين على الانسحاب. تمرد ديميرارا - 1823

كان تمرد ديميرارا لعام 1823 انتفاضة وقعت في مستعمرة ديميرارار إيسيكويبو (غويانا) شارك فيها ما يزيد عن 10 آلاف من العبيد. قاد التمرد، الذي بدأ في 18 أغسطس من عام 1823 واستمر ليومين، عبيد يحظون بأعلى مكانة. جزئيًا كانوا ذلك رد فعل من قبلهم على المعاملة السيئة ورغبة بالحرية، إضافة إلى ذلك كان هناك اعتقاد خاطئ سائد أن البرلمان قد أقر قانونًا لتحرير العبيد، إلا أن القانون مُنع من قبل الحكام الكولونياليين. بمبادرة من جاك غلادستون بشكل رئيسي، الذي كان عبدًا في مزرعة «النجاح»، ضم التمرد أيضًا والد غلادستون، كوامينا، وأعضاء بارزين آخرين من جماعة الكنيسة. كان القس الإنجليزي للكنيسة، جون سميث، مشاركًا في التمرد.
سُحق التمرد الذي كان طابعه الرئيسي غير عنيف بوحشية من قبل الكولونياليين في ظل الحاكم جون موراي. قتل الكولونياليون العديد من العبيد: تتراوح تقديرات حصيلة قتلى المواجهات بين 100 و250 قتيلًا. بعد إخماد التمرد، أصدرت الحكومة أحكامًا بالموت على 45 شخصًا، وأعدم 27 شخصًا. بعد ذلك عرضت جثث العبيد الذين نفذ بحقهم حكم الإعدام على الملأ لتكون بمثابة رادع للآخرين. رُحل جاك إلى جزيرة سانت لوسيا بعد التمرد إثر طلب بالرأفة تقدم به السير جون غلادستون، مالك مزرعة «النجاح». استشهد جون سميث، الذي كان قد مثل أمام محكمة عرفية وكان ينتظر أخبارًا حول الاستئناف الذي تقدم به ضد حكم بالموت، من أجل قضية إلغاء العبودية.
زادت أخبار موت سميث من قوة حركة إلغاء العبودية في بريطانيا. اعتُبر كوامينا، الذي كان يُعتقد أنه القائد الفعلي للتمرد، بطلًا قوميًا بعد استقلال غويانا. أطلق اسمه على شوارع وأصرحة في العاصمة جورج تاون، غويانا.

## السياق
استعمرت ديميرارا للمرة الأولى من قبل الهولنديين في القرن ال17 تحت رعاية شركة الهند الغربية الهولندية. استند الاقتصاد الذي ارتكز في البداية على التجارة على زراعة قصب السكر في مزارع ضخمة في القرن ال18. بات إقليم ديميرارا مفتوحًا للاستيطان في عام 1746، وجذبت فرص جديدة المستوطنين البريطانيين في باربادوس المجاورة. بحلول عام 1760، كان البريطانيون قد أصبحوا أكبر فرقة عسكرية في ديميرارا، أظهرت السجلات التجارية لعام 1762 أن ما بين 34 و93 مزرعة كانت مملوكة من قبل رجال بريطانيين. كانت بريطانيا تهديدًا خارجيًا رئيسيًا للسيطرة الهولندية على المستعمرات منذ عام 1781 حتى عام 1796، حين نالت بريطانيا سيطرة بحكم الأمر الواقع. وفي أعقاب غارة شنها القراصنة في شهر فبراير من عام 1781، استمر الاحتلال البريطاني حتى شهر يناير من عام 1782، حين استعاد الفرنسيون السيطرة على الجزيرة، ومن ثم أقاموا تحالفًا مع الهولنديين.
نقل البريطانيون حكم ديميرارا إلى الهولنديين في عام 1802 بموجب شروط معاهدة أميان، إلا أنهم استعادوا السيطرة عليها بعد مرور عام. في عام 1812، ضم البريطانيون ديميرارا وإيسيكويبو إلى مستعمرة ديميرارا إيسكويبو. منحت المستعمرتان إلى بريطانيا بموجب اتفاقية بين هولندا وبريطانيا في 13 أغسطس من عام 1814. أعيدت تسمية ستابرويك، كما كانت تسمى عاصمة المستعمرة تحت سيطرة الهولنديين، إلى جورج تاون في عام 1812. عينت القوى الكولونيالية حاكمًا ليحكم بالنيابة عنها، وأقرت محكمة السياسات التشريع المحلي.
كان السكر الركن الأساسي لاقتصادها، الذي كان يجنى في مزارع قصب السكر التي كان يعمل فيها العبيد. ونال بيع المحصول في بريطانيا شروطًا تفضيلية. كان هناك 2,571 عبدًا معلنًا عنهم يعملون في 68 مزرعة في إيسيكويبو، و1,648 عبدًا في ديميرارا في عام 1762. وكان من المعروف أن هذه الأرقام أقل من الأرقام الحقيقية بكثير، إذ كان عدد الموظفين العبيد أساس جباية الضرائب. بحلول عام 1769، كان هناك 3,986 من العبيد المعلن عنهم في مزارع إيسيكويبو البالغ عددها 92 مزرعة و5,967 عبدًا في مزارع ديميرارا البالغ عددها 206 مزرعة. كانت عمالة العبيد تعاني من نقص وعالية التكلفة نظرًا إلى احتكار الشركة الهندية الغربية الهولندية لتلك التجارة، وإلى تفشي التهريب من باربادوس. ضمن المستعمرون الهولنديون سيطرة البيض على السكان العبيد الذي كان عددهم يتزايد من خلال التعاون مع السكان الأصليين، الذين قاوموا بشدة سيطرة البيض والذين كان يمكن الاعتماد عليهم في الوقت نفسه لحمل السلاح ضد أي هجمات إسبانية. مع انتفاضة العبيد في بيربيس في عام 1763، أغلق السكان الأصليون الحدود لمنع وصول الاضطرابات إلى ديميرارا.
زاد التوسع السريع للمزارع في القرن التاسع عشر من الطلب على العبيد الأمريكيين في وقت كان فيه العرض يتناقص. تفاقم نقص عرض العمالة من خلال إلغاء البريطانيين لتجارة العبيد عبر قانون تجارة الرقيق لعام 1807. كان التعداد السكاني يضم 2500 من البيض و2500 من السود المحررين و77 ألف عبدًا. من الناحية الإثنية، كان هناك 34,462 أفريقيي المولد مقابل 39,956 من «شعب الكريول» بحلول عام 1823 في ديميرارا وإيسيكويبو. كانت معاملة العبيد تختلف بشكل ملحوظ بين مالك وآخر وبين مزرعة وأخرى. كان هناك شيوع للمزارع التي تدار من قبل وكلاء ومحامين في غياب مالكيها. وكان هناك وجود بارز للملاك والمدراء القوقازيين، وكان هناك عدد قليل جدًا من «الخلاسيين» من أعراق مختلطة ترقوا وأصبحوا لاحقًا مدراء وملاك. كان البيض من طبقات أدنى والملونون يعتبرون «متفوقين»، الأمر الذي منحهم فرصة للحصول على أعمال تتطلب مهارة. والسود الذين كانوا يقومون بتلك الأعمال، أو كانوا قد عملوا لدى أسر وتمتعوا باستقلالية أكبر، كانوا يُعتبرون بأنهم يملكون مكانة أرفع من بقية العبيد. والعبيد الذين كانوا يكدحون في الحقول كانوا يعملون أيضًا تحت إشراف سائقين سود عبيد أيضًا، إلا أنهم كانوا يملكون سلطة مفوضة لمراقبي مزارع.

### المزارع
على الرغم من أن بعض ملاك المزارع كانوا متعلمين أو يتبنون أسلوب الرعاية، كان العبيد إجمالًا يتعرضون لمعاملة سيئة. وجدت الكنائس المخصصة للبيض منذ تدشين المستعمرات، إلا أن العبيد مُنعوا من ممارسة طقوس العبادة قبل عام 1807 بسبب مخاوف المستعمرين من أن يدفع التعليم والتنصير بالعبيد إلى مناقشة وضعهم وبالتالي إلى الاستياء. وبالفعل، رُحل بأمر من الحاكم أحد المبشرين بلاهوت ويزلي وصل في عام 1805 بهدف إنشاء كنيسة للعبيد. دخلت جمعية لندن التبشيرية غويانا بعد فترة قصيرة من نهاية تجارة العبيد بناء على طلب مالك مزرعة كان يرى أنه ينبغي توفير الفرصة للعبيد لمعرفة التعاليم الدينية. أيد هيرمانوس بوست، وهو رجل بريطاني مجنس من أصل هولندي، تعليم الدين ومحاربة الأمية. نالت الفكرة، التي اعتبرت فكرة راديكالية في تلك الآونة، دعم البعض الذين كانوا يرون أن الدين سيوفر عزاءًا بدل التحرر. غير أن الإدارة الكولونيالية كانت عدائية حيال الفكرة. في عام 1808، كتب في صحيفة رسمية، رويال غازيتي، أن: «جعل العبيد يعتنقون المسيحية، دون منحهم حريتهم، سيكون أمرًا خطرًا». عارض آخرون ذلك بشدة. في حين رأى ملاك مزارع آخرون أن تعليم العبيد أي أمر سوى واجباتهم تجاه أسيادهم سيفضي إلى «الفوضى والتسيب والاستياء» وسيسرع بدمار المستعمرة. تجاهل بوست هذه الاعتراضات وجعل المنشآت متاحة لممارسة طقوس العبادة. في غضون ثمانية أشهر فقط كان عدد المصلين يفوق بكثير عدد المنشآت المتاحة. تبرعت جمعية لندن التبشيرية ب100 جنيه إسترليني، وقدّم بوست أرضًا وتكفل بدفع التكاليف، ودشنت كنيسة صغيرة تتسع ل600 شخص في 11 سبتمبر من عام 1808. وساهم أيضًا ببناء منزل للكاهن بتكلفة 1200 جنيه إسترليني، ساهم «سكان آخرون في المستعمرة جديرون بالاحترام» بقيمة 200 باوند منها. وصل القس الأول، جون راي الموقر، في شهر فبراير من عام 1808 وأمضى هناك 5 أعوام، وكانت زوجته تدير مدرسة للإناث للفتيات البيض. بعد بناء الكنيسة الصغيرة، كتب المالك يتحدث عن التطورات: 
لقد كانوا في السابق مصدر إزعاج للحي، بسبب قرعهم للطبول والرقص لليلتين أو ثلاث ليال كل أسبوع، وكان ثمة نظرة غيرة حيالهم بسبب تواصلهم الخطير، إلا أنهم قد أصبحوا الآن أكثر الملتحقين حماسة بالعبادة العامة وبتعليم الدين المسيحي والإرشادات الخاصة. ولا يسمع أي قرع للطبول في هذا الحي، إلا حيث منع الملاك حضور العبيد [في الكنيسة]. لقد أصبح السكيرون والمقاتلون أناسًا جادين ومسالمين، ويكافحون لإسعاد أولئك الذين يشرفون عليهم. 
هيرمانوس إتش. بوست
سعى بوست إلى تعيين المزيد من المبشرين في أماكن أخرى من المستعمرة. إلا أنه توفي في عام 1809، ورثه عبيده. تدهورت أحوال العبيد بصورة ملحوظة في ظل الإدارة الجديدة، إذ خضعوا من جديد للجلد بالسوط وأرغموا على العمل في أيام السبت والأحد. 